# Division 1 i ishockey 2004/2005
Division 1 i ishockey 2004/2005 var den tredje högsta ishockeydivisionen i Sverige säsongen 2004/2005. Den bestod av 48 lag uppdelade i 4 serier efter geografi (A till D). I serie A (Norra), B (Östra) och C (Västra) gick vinnaren vidare till en av kvalserierna till den nya Hockeyallsvenskan nästa säsong. I serie D (Södra) gick de fyra första lagen vidare till ett förkval från vilket vinnaren gick till den södra kvalserien till Hockeyallsvenskan.

## Deltagande lag
Inför säsongen hade tre lag flyttats ner från Allsvenskan: HC Örebro 90, Vallentuna BK (som tackat nej till kvalserien) och AIK som inte beviljats elitlicens och därför tvångsnerflyttats.
Divisionen minskades från 62 lag till 48 sedan förra säsongen, ändå lyckades tre lag ta sig upp från Division 2. Mälarhöjden/Bredäng Hockey genom att vinna Östra Alltvåan samt Mölndal Hockey och Motala AIF genom kvalserierna. Sedan förra säsongen hade Brooklyn Tigers lagt ner verksamheten och Husum HK tackat nej till spel i Division 1. De ersattes av Härnösand och Överkalix som annars flyttats ner. Även Skutskärs SK lade ner verksamheten vilket innebar att den västra serien genomfördes med elva lag. AIK:s tvångsnedflyttning innebar att den Östra serien genomfördes med 13 lag.
| Division Norra (1A) |
| --- |
| AIK Hockey Härnösand Asplöven HC Brunflo IK Bräcke Polar Bears Clemensnäs HC Jämtlands HF Kovlands IF LN 91 Hockey Team Kiruna IF Vännäs HC Älvsby IF Överkalix IF |

| Division Östra (1B) |
| --- |
| AIK ▼ Arlanda Wings HC Botkyrka HC Haninge HF IF Vallentuna BK ▼ Järfälla HC Linden Hockey Mälarh/Bredäng Hockey ▲ Sollentuna HC Tierps HK Trångsunds IF Värmdö HC Väsby IK HK |

| Division Västra (1C) |
| --- |
| Borlänge HF Falu IF Forshaga IF Grums IK HC Örebro 90 ▼ Hille/Åbyggeby IK IFK Kumla IK Skåre BK Sunne IK Surahammars IF Valbo AIF |

| Division Södra (1D) |
| --- |
| Borås HC IF Mölndal Hockey ▲ IK Hästen Hockey IK Pantern Jonstorps IF IshF Mariestad BoIS HC Motala AIF HK ▲ Olofströms IK Osby IK Tingsryds AIF Tranås AIF Hockey Tyringe SoSS |

## Grundserier

### Division 1 Norra
Serien spelades i 32 omgångar mellan den 3 oktober och 2004 och 6 mars 2005. Lagen möttes inbördes två gånger och dessutom en gång i regionvis. Lagen i den norra regionen var: Asplöven (Haparanda), Clemensnäs, Kiruna, Vännäs, Älvsbyn och Överkalix. Den södra regionen bestod av följande lag: Brunflo, Bräcke, Härnösand, Jämtland, Kovland och LN 91 (Nordmaling). Kovlands IF vann serien och fick därmed platsen i Norra kvalserien till Hockeyallsvenskan. Lag 11–12 (Överkalix och Bräcke) fick spela i kvalserien om en plats i Division 1 nästa säsong. Övriga lag hade spelat färdigt för säsongen och var kvalificerade för Division 1 nästa säsong.
Poängtabell
| Nr | Lag                  | S  | V  | O  | F  | ÖV | ÖF | GM  | IM  | MS  | P  |
| -- | -------------------- | -- | -- | -- | -- | -- | -- | --- | --- | --- | -- |
| 1  | Kovlands IF          | 32 | 20 | 7  | 5  | 4  | 3  | 140 | 99  | +41 | 71 |
| 2  | Team Kiruna IF       | 32 | 22 | 4  | 6  | 0  | 2  | 143 | 88  | +55 | 70 |
| 3  | Jämtlands HF         | 32 | 20 | 3  | 9  | 2  | 1  | 145 | 91  | +54 | 65 |
| 4  | Asplöven HC          | 32 | 19 | 4  | 9  | 2  | 2  | 159 | 112 | +47 | 63 |
| 5  | LN 91 Hockey         | 32 | 15 | 10 | 7  | 5  | 1  | 124 | 90  | +34 | 60 |
| 6  | Brunflo IK           | 32 | 14 | 7  | 11 | 2  | 3  | 133 | 122 | +11 | 51 |
| 7  | Vännäs HC            | 32 | 9  | 6  | 17 | 4  | 1  | 117 | 130 | −13 | 37 |
| 8  | Clemensnäs HC        | 32 | 10 | 6  | 16 | 1  | 3  | 104 | 131 | −27 | 37 |
| 9  | Älvsby IF            | 32 | 10 | 6  | 16 | 1  | 3  | 97  | 133 | −36 | 37 |
| 10 | AIK Hockey Härnösand | 32 | 7  | 6  | 19 | 1  | 3  | 103 | 140 | −37 | 28 |
| 11 | Överkalix IF         | 32 | 6  | 6  | 20 | 2  | 1  | 87  | 144 | −57 | 26 |
| 12 | Bräcke Polar Bears   | 32 | 4  | 7  | 21 | 1  | 2  | 74  | 146 | −72 | 20 |

Data är hämtade från Svenska Ishockeyförbundet.
Resultattabell
| Hemma \ Borta        | HÄR     | ASP      | BRU     | BRÄ      | CLE     | JÄM     | KOV     | LN91    | KIR     | VÄN     | ÄLV     | ÖVE     |
| AIK Hockey Härnösand | —       | 3–5      | 0–7 3–4 | 12–3 3–4 | 5–4     | 4–5     | 2–1 2–7 | 1–5 3–4 | 2–5     | 1–0     | 2–4     | 5–1     |
| Asplöven HC          | 8–4     | —        | 7–3     | 6–0      | 3–5 5–2 | 1–4     | 5–2     | 4–6     | 1–2     | 5–3 5–6 | 7–3 8–1 | 5–6 7–3 |
| Brunflo IK           | 4–3 5–4 | 4–7      | —       | 2–2 3–5  | 7–0     | 3–9 5–6 | 2–5 4–0 | 2–3 3–4 | 3–1     | 6–3     | 6–2     | 4–2     |
| Bräcke Polar Bears   | 1–4 2–8 | 3–6      | 1–5 7–4 | —        | 2–2     | 0–3 2–0 | 4–5 4–7 | 1–3 3–6 | 1–5     | 2–5     | 3–3     | 1–4     |
| Clemensnäs HC        | 4–3     | 3–4 3–6  | 4–2     | 1–1      | —       | 3–8     | 2–3     | 3–5     | 4–2 5–4 | 0–5 6–4 | 3–4 7–5 | 4–2 8–2 |
| Jämtlands HF         | 2–3 8–1 | 5–3      | 3–2 6–1 | 5–1 7–2  | 6–3     | —       | 3–6 4–3 | 1–2 2–1 | 3–1     | 6–3     | 8–2     | 7–3     |
| Kovlands IF          | 4–3 5–1 | 5–3      | 7–4 7–8 | 4–3 6–0  | 8–4     | 4–2 5–3 | —       | 4–3 7–6 | 5–3     | 6–5     | 3–2     | 4–3     |
| LN 91 Hockey         | 4–4 9–2 | 1–3      | 0–2 4–4 | 6–3 8–4  | 4–2     | 5–2 5–4 | 1–2 3–1 | —       | 2–5     | 3–6     | 3–2     | 5–3     |
| Team Kiruna IF       | 8–2     | 3–6 4–3  | 9–4     | 4–1      | 4–3 5–1 | 4–3     | 1–4     | 2–2     | —       | 3–0 7–2 | 5–2 6–3 | 5–1 7–1 |
| Vännäs HC            | 3–2     | 3–4 7–3  | 3–4     | 2–3      | 2–6 6–2 | 3–5     | 5–4     | 2–2     | 3–9 5–6 | —       | 5–3 6–5 | 2–1 6–3 |
| Älvsby IF            | 5–3     | 5–3 5–6  | 1–8     | 4–3      | 2–3 4–2 | 4–3     | 4–2     | 1–4     | 1–5 3–4 | 3–2 5–3 | —       | 1–1 1–3 |
| Överkalix IF         | 4–4     | 1–11 2–3 | 4–8     | 3–2      | 3–2 5–3 | 2–7     | 0–4     | 2–5     | 2–5 4–4 | 5–1 5–6 | 2–5 4–2 | —       |

Data är hämtade från Svenska Ishockeyförbundet.

### Division 1 Östra
Serien spelades i 36 omgångar från 19 september 2004 till 6 mars 2005. AIK vann serien och blev därmed kvalificerade för Södra kvalserien till Hockeyallsvenskan. De två sista lagen, Sollentuna och Tierp, fick spela kvalserie om en plats i Division 1 nästa säsong. Övriga lag var färdigspelade för säsongen och fortsatt kvalificerade på Division 1.
Poängtabell
| Nr | Lag                        | S  | V  | O  | F  | ÖV | ÖF | GM  | IM  | MS  | P  |
| -- | -------------------------- | -- | -- | -- | -- | -- | -- | --- | --- | --- | -- |
| 1  | AIK                        | 36 | 27 | 6  | 3  | 1  | 4  | 153 | 61  | +92 | 88 |
| 2  | Arlanda Wings HC           | 36 | 25 | 6  | 5  | 1  | 2  | 173 | 81  | +92 | 82 |
| 3  | Väsby IK HK                | 36 | 19 | 13 | 4  | 5  | 3  | 144 | 108 | +36 | 75 |
| 4  | Järfälla HC                | 36 | 17 | 8  | 11 | 4  | 1  | 125 | 105 | +20 | 63 |
| 5  | Botkyrka HC                | 36 | 17 | 7  | 12 | 3  | 2  | 138 | 113 | +25 | 61 |
| 6  | Haninge HF                 | 36 | 16 | 5  | 15 | 0  | 3  | 133 | 126 | +7  | 53 |
| 7  | Trångsunds IF              | 36 | 16 | 2  | 18 | 0  | 1  | 129 | 125 | +4  | 50 |
| 8  | Värmdö HC                  | 36 | 12 | 7  | 17 | 3  | 2  | 118 | 133 | −15 | 46 |
| 9  | Linden Hockey              | 36 | 13 | 4  | 19 | 0  | 0  | 112 | 115 | −3  | 43 |
| 10 | Mälarhöjden/Bredäng Hockey | 36 | 13 | 2  | 21 | 0  | 2  | 122 | 177 | −55 | 41 |
| 11 | IF Vallentuna BK           | 36 | 10 | 5  | 21 | 2  | 1  | 107 | 149 | −42 | 37 |
| 12 | Sollentuna HC              | 36 | 7  | 5  | 24 | 2  | 2  | 96  | 162 | −66 | 28 |
| 13 | Tierps HK                  | 36 | 5  | 4  | 27 | 2  | 0  | 84  | 179 | −95 | 21 |

Data är hämtade från Svenska Ishockeyförbundet.
Resultattabell
| Hemma \ Borta              | AIK     | ARL     | BOT     | HAN     | VAL     | JÄR     | LIN     | MÄL      | SOL      | TIE     | TRÅ     | VÄR     | VÄS     |
| AIK                        | —       | 5–2     | 4–2     | 3–1 5–2 | 3–0     | 4–0 6–0 | 4–2 6–1 | 6–3      | 4–0 7–0  | 6–1     | 2–4 6–4 | 5–2     | 2–3 6–1 |
| Arlanda Wings HC           | 3–1 3–4 | —       | 3–1     | 5–3     | 4–1     | 1–2 5–4 | 3–3     | 7–4 8–2  | 6–2 7–2  | 7–0 9–1 | 4–2     | 3–4 3–5 | 2–4     |
| Botkyrka HC                | 1–2 1–3 | 1–1 1–3 | —       | 5–4     | 4–1 5–6 | 2–3     | 1–4     | 2–3 9–2  | 4–2      | 4–3 6–2 | 9–5     | 3–1 3–6 | 4–4     |
| Haninge HF                 | 1–6     | 2–3 3–7 | 2–7 3–4 | —       | 3–4 9–1 | 3–3     | 5–1     | 7–2      | 9–2      | 4–3     | 4–1 5–6 | 1–8 5–2 | 3–3     |
| IF Vallentuna BK           | 2–6 3–2 | 2–9 3–5 | 2–5     | 4–5     | —       | 2–3 4–2 | 1–5     | 1–3 5–0  | 2–6      | 3–2 3–3 | 3–7     | 4–1 6–1 | 3–4     |
| Järfälla HC                | 1–4     | 2–5     | 3–0 4–5 | 2–5 6–2 | 6–1     | —       | 2–1 4–1 | 7–4      | 6–2 7–2  | 3–2 8–0 | 1–7 3–1 | 4–3     | 1–4 4–4 |
| Linden Hockey              | 1–4     | 2–2 2–6 | 3–5 5–2 | 1–3 1–4 | 4–2 4–4 | 2–3     | —       | 5–1      | 5–2      | 7–2     | 0–3 3–4 | 5–2     | 0–3 1–2 |
| Mälarhöjden/Bredäng Hockey | 2–7 6–4 | 2–8     | 1–2     | 5–1     | 5–6     | 4–2 4–3 | 0–6 3–6 | —        | 0–1 7–3  | 8–5     | 7–4     | 4–3     | 2–4 3–8 |
| Sollentuna HC              | 0–3     | 1–3     | 1–4 3–8 | 1–3 7–6 | 3–6 5–2 | 3–4     | 3–4 6–8 | 5–3      | —        | 3–5 6–3 | 1–4 2–2 | 1–2     | 2–4     |
| Tierps HK                  | 2–1     | 0–12    | 1–3     | 0–2 3–9 | 2–8     | 1–5     | 3–2 4–2 | 4–6 7–1  | 2–8      | —       | 4–6     | 1–1 2–4 | 1–3 2–1 |
| Trångsunds IF              | 1–4     | 2–6 5–3 | 0–4 7–3 | 3–1     | 2–4 4–1 | 0–3     | 5–1     | 13–4 5–1 | 1–2      | 2–6 4–2 | —       | 1–3 3–4 | 2–4     |
| Värmdö HC                  | 0–8 3–3 | 2–6     | 3–5     | 1–3     | 3–1     | 3–4 4–6 | 4–3 4–8 | 1–7 6–4  | 1–2 10–2 | 7–2     | 5–4     | —       | 3–4 5–3 |
| Väsby IK HK                | 2–1     | 0–1 1–8 | 6–5 7–8 | 2–6 4–3 | 7–2 7–4 | 4–4     | 3–3     | 5–4      | 6–3      | 9–2     | 5–1 5–4 | 4–1     | —       |

Data är hämtade från Svenska Ishockeyförbundet.. Väsbys hemmamatcher har dock fallit bort i deras data så de resultaten är hämtade från everysport.com.

### Division 1 Västra
Serien spelades i 30 omgångar mellan den 3 oktober 2004 och 27 februari 2005. Örebro vann serien med 9 poängs marginal och tog därmed platsen till Norra kvalserien till Hockeyallsvenskan. Sista laget, Hille/Åbyggeby, fick spela kvalserie om en plats i Division 1 nästa säsong. Övriga lag var färdigspelade för säsongen och fortsatt kvalificerade för divisionen.
Poängtabell
| Nr | Lag               | S  | V  | O | F  | ÖV | ÖF | GM  | IM  | MS  | P  |
| -- | ----------------- | -- | -- | - | -- | -- | -- | --- | --- | --- | -- |
| 1  | HC Örebro 90      | 30 | 24 | 2 | 4  | 1  | 0  | 173 | 79  | +94 | 75 |
| 2  | Grums IK          | 30 | 20 | 4 | 6  | 2  | 1  | 119 | 88  | +31 | 66 |
| 3  | IFK Kumla IK      | 30 | 17 | 4 | 9  | 1  | 2  | 130 | 97  | +33 | 56 |
| 4  | Borlänge HF       | 30 | 15 | 6 | 9  | 1  | 2  | 101 | 83  | +18 | 52 |
| 5  | Sunne IK          | 30 | 12 | 6 | 12 | 2  | 4  | 99  | 93  | +6  | 44 |
| 6  | Skåre BK          | 30 | 11 | 7 | 12 | 3  | 1  | 109 | 100 | +9  | 43 |
| 7  | Valbo AIF         | 30 | 12 | 1 | 17 | 0  | 1  | 88  | 95  | −7  | 37 |
| 8  | Surahammars IF    | 30 | 8  | 6 | 16 | 1  | 1  | 102 | 143 | −41 | 31 |
| 9  | Falu IF           | 30 | 9  | 2 | 19 | 1  | 0  | 87  | 120 | −33 | 30 |
| 10 | Forshaga IF       | 30 | 8  | 2 | 20 | 1  | 1  | 86  | 140 | −54 | 27 |
| 11 | Hille/Åbyggeby IK | 30 | 6  | 6 | 18 | 3  | 3  | 93  | 149 | −56 | 27 |

Data är hämtade från Svenska Ishockeyförbundet.
Resultattabell
| Hemma \ Borta     | BOR     | FAL     | FOR     | GRU     | HC       | HIL     | IFK     | SKÅ     | SUN     | SUR      | VAL     |
| Borlänge HF       | —       | 0–4 7–0 | 5–0     | 2–2 4–5 | 3–1      | 3–4 6–0 | 5–2 5–5 | 5–3     | 2–3     | 5–1      | 2–6 4–3 |
| Falu IF           | 0–2     | —       | 1–6 4–1 | 1–5 2–0 | 6–4      | 2–3 2–6 | 2–4     | 2–5 4–6 | 2–5     | 11–7 2–2 | 1–4     |
| Forshaga IF       | 2–5 5–1 | 2–1     | —       | 2–4     | 0–10 0–5 | 3–4     | 3–7 4–2 | 6–5     | 0–7 3–5 | 0–5      | 2–5 4–1 |
| Grums IK          | 6–1     | 3–4     | 3–5 5–3 | —       | 1–4 5–3  | 7–2 9–2 | 3–2     | 3–2 3–4 | 3–2     | 5–4 7–6  | 5–2     |
| HC Örebro 90      | 5–3 6–2 | 7–5 8–2 | 6–3     | 11–2    | —        | 6–1     | 1–4 7–6 | 8–3     | 4–2 5–2 | 9–2      | 4–1 6–1 |
| Hille/Åbyggeby IK | 3–6     | 2–5     | 4–3 5–6 | 3–5     | 1–7 2–6  | —       | 3–5     | 1–7 3–2 | 4–5 6–5 | 3–4 9–2  | 3–5     |
| IFK Kumla IK      | 1–2     | 6–3 8–3 | 6–1     | 2–6 5–4 | 4–8      | 7–3 8–4 | —       | 5–1     | 2–0     | 6–4 9–3  | 2–3 4–3 |
| Skåre BK          | 1–1 5–2 | 3–4     | 4–3 9–5 | 2–3     | 3–5 4–5  | 4–3     | 2–3 4–3 | —       | 3–2 4–2 | 2–2      | 1–4     |
| Sunne IK          | 1–2 3–4 | 2–1 4–3 | 9–3     | 2–3 3–4 | 3–5      | 6–2     | 2–4 3–1 | 3–1     | —       | 3–4      | 2–1 4–2 |
| Surahammars IF    | 0–7 5–2 | 4–2     | 3–7 5–2 | 1–2     | 2–10 4–4 | 5–2     | 3–2     | 2–2 3–5 | 5–1 7–8 | —        | 2–6     |
| Valbo AIF         | 1–3     | 1–3 3–5 | 4–2     | 0–2 2–4 | 2–3      | 2–3 6–2 | 2–5     | 1–7 4–5 | 3–0     | 4–2 6–3  | —       |

Data är hämtade från Svenska Ishockeyförbundet.

### Division 1 Södra
Serien spelades i 36 omgångar mellan den 26 september 2004 och 20 februari 2005. Borås vann serien före Tingsryd. På tredje och fjärde plats kom Jonstorp och Mariestad. Alla fyra lagen gick vidare till Förkval Division 1 Södra. De fyra sista lagen, Osby, Motala, Mölndal och Tyringe fick spela kvalserie för kvalificering till Division 1 nästa säsong. Övriga lag var färdigspelade för säsongen och fortsatt kvalificerade för spel i Divisionen.
Poängtabell
| Nr | Lag               | S  | V  | O | F  | ÖV | ÖF | GM  | IM  | MS   | P  |
| -- | ----------------- | -- | -- | - | -- | -- | -- | --- | --- | ---- | -- |
| 1  | Borås HC          | 36 | 26 | 4 | 6  | 3  | 1  | 149 | 71  | +78  | 85 |
| 2  | Tingsryds AIF     | 36 | 22 | 9 | 5  | 4  | 3  | 157 | 107 | +50  | 79 |
| 3  | Jonstorps IF IshF | 36 | 21 | 6 | 9  | 2  | 2  | 173 | 124 | +49  | 71 |
| 4  | Mariestad BoIS HC | 36 | 19 | 7 | 10 | 4  | 1  | 141 | 110 | +31  | 68 |
| 5  | IK Pantern        | 36 | 16 | 7 | 13 | 3  | 2  | 120 | 98  | +22  | 58 |
| 6  | Tranås AIF Hockey | 36 | 15 | 7 | 14 | 3  | 2  | 135 | 119 | +16  | 55 |
| 7  | Olofströms IK     | 36 | 15 | 6 | 15 | 2  | 2  | 114 | 113 | +1   | 53 |
| 8  | IK Hästen Hockey  | 36 | 16 | 4 | 16 | 0  | 2  | 114 | 127 | −13  | 52 |
| 9  | Osby IK           | 36 | 10 | 9 | 17 | 1  | 2  | 106 | 122 | −16  | 40 |
| 10 | Motala AIF HK     | 36 | 8  | 7 | 21 | 2  | 3  | 91  | 152 | −61  | 33 |
| 11 | IF Mölndal Hockey | 36 | 7  | 6 | 23 | 1  | 4  | 98  | 150 | −52  | 28 |
| 12 | Tyringe SoSS      | 36 | 3  | 4 | 29 | 1  | 2  | 90  | 195 | −105 | 14 |

Data är hämtade från Svenska Ishockeyförbundet.
Resultattabell
| Hemma \ Borta     | BOR         | MÖL         | HÄS         | PAN         | JON          | MAR         | MOT         | OLO         | OSB         | TIN         | TRA         | TYR          |
| Borås HC          | —           | 5–0 5–1 7–2 | 3–2 5–2     | 4–0         | 5–4          | 3–0 4–0 5–4 | 5–2 9–0     | 6–1         | 2–1         | 5–2         | 6–3 8–1     | 5–1          |
| IF Mölndal Hockey | 2–3 2–6 3–4 | —           | 1–2 1–4     | 2–5         | 4–7          | 2–4 3–4 3–5 | 3–3 5–6     | 5–2         | 5–0         | 4–5         | 3–1 7–3     | 4–2          |
| IK Hästen Hockey  | 4–7 5–1     | 3–2 7–2     | —           | 2–3         | 6–3          | 1–3 4–4     | 1–5 3–1 4–3 | 3–1         | 7–4         | 6–3         | 2–9 3–2 5–1 | 3–2          |
| IK Pantern        | 4–3         | 4–2         | 1–3         | —           | 3–4 5–2 6–4  | 0–2         | 3–1         | 0–3 4–1     | 2–2 2–3     | 3–2 3–4     | 7–2         | 10–0 3–0 5–3 |
| Jonstorps IF IshF | 4–1         | 5–2         | 4–4         | 4–2 4–3 5–4 | —            | 6–2         | 7–2         | 4–1 5–3     | 3–3 6–2     | 3–4 6–1     | 4–2         | 5–4 6–2 8–4  |
| Mariestad BoIS HC | 1–4 2–0 2–6 | 5–3 5–4 9–3 | 5–3 6–2     | 2–1         | 5–4          | —           | 7–4 8–2     | 2–3         | 4–3         | 2–1         | 4–6 8–4     | 6–5          |
| Motala AIF HK     | 1–5 4–3     | 4–0 4–5     | 1–5 3–2 5–4 | 1–1         | 4–3          | 1–3 2–3     | —           | 0–6         | 3–6         | 2–6         | 0–5 4–3 4–6 | 5–2          |
| Olofströms IK     | 0–1         | 3–4         | 5–1         | 3–0 3–1     | 2–8 6–2      | 5–3         | 6–2         | —           | 3–3 6–4 7–4 | 1–4 2–6 3–2 | 5–6         | 5–2 6–4      |
| Osby IK           | 1–2         | 3–2         | 4–2         | 2–4 2–5     | 3–4 4–7      | 3–2         | 3–1         | 2–2 4–0 4–5 | —           | 1–2 4–6 6–4 | 1–0         | 4–5 6–0      |
| Tingsryds AIF     | 4–3         | 3–1         | 5–3         | 4–2 9–2     | 4–0 6–5      | 6–5         | 8–0         | 2–1 4–0 4–5 | 2–2 3–3 5–2 | —           | 4–3         | 4–3 6–5      |
| Tranås AIF Hockey | 1–3 3–2     | 6–2 6–3     | 4–0 6–2 8–1 | 4–5         | 7–4          | 0–1 4–4     | 2–1 3–2 5–3 | 3–2         | 3–1         | 2–3         | —           | 8–2          |
| Tyringe SoSS      | 2–3         | 0–1         | 4–3         | 2–4 2–5 2–8 | 1–5 2–7 5–11 | 0–9         | 2–5         | 0–4 4–3     | 2–5 4–1     | 2–11 7–8    | 3–3         | —            |

Data är hämtade från Svenska Ishockeyförbundet.

## Förkval

### Förkval Division 1 Södra
Serien spelades i sex omgångar mellan den 23 februari och 6 mars 2005. Vinnaren, Borås HC, fick en plats i Södra kvalserien till Hockeyallsvenskan. Övriga lag var färdigspelade för säsongen.
| Nr | Lag               | S | V | O | F | ÖV | ÖF | GM | IM | MS | P  |
| -- | ----------------- | - | - | - | - | -- | -- | -- | -- | -- | -- |
| 1  | Borås HC          | 6 | 4 | 0 | 2 | 0  | 0  | 24 | 18 | +6 | 12 |
| 2  | Mariestad BoIS HC | 6 | 2 | 2 | 2 | 1  | 1  | 20 | 20 | 0  | 9  |
| 3  | Jonstorps IF IshF | 6 | 2 | 1 | 3 | 1  | 0  | 19 | 28 | −9 | 8  |
| 4  | Tingsryds AIF     | 6 | 2 | 1 | 3 | 0  | 1  | 23 | 20 | +3 | 7  |

Data är hämtade från Svenska Ishockeyförbundet.
Resultattabell
| Hemma \ Borta     | BOR | JON | MAR | TIN |
| Borås HC          | —   | 4–2 | 1–3 | 4–0 |
| Jonstorps IF IshF | 7–6 | —   | 2–1 | 1–6 |
| Mariestad BoIS HC | 2–3 | 5–7 | —   | 5–4 |
| Tingsryds AIF     | 4–6 | 6–0 | 3–4 | —   |

Data är hämtade från Svenska Ishockeyförbundet.

## Kvalserier till Hockeyallsvenskan

### Norra kvalserien
Serien spelades mellan 9 mars och 2 april 2005. Kvalificerade lag var fyra lag från Allsvenskan, Arboga, Boden, Piteå och Sundsvall, samt två lag från Division 1: Kovland och Örebro. Boden  avstod från kvalspelet och flyttads ner till Division 1. Serien genomfördes med fem lag. Arboga segrade före Sundsvall och de båda lagen försvarade därmed sina platser i Allsvenskan.
| Nr | Lag          | S | V | O | F | ÖV | ÖF | GM | IM | MS  | P  |
| -- | ------------ | - | - | - | - | -- | -- | -- | -- | --- | -- |
| 1  | IFK Arboga   | 8 | 5 | 2 | 1 | 0  | 0  | 32 | 18 | +14 | 17 |
| 2  | IF Sundsvall | 8 | 5 | 1 | 2 | 0  | 0  | 20 | 16 | +4  | 16 |
| 3  | HC Örebro 90 | 8 | 4 | 1 | 3 | 0  | 0  | 30 | 20 | +10 | 13 |
| 4  | Piteå HC▼    | 8 | 4 | 0 | 4 | 0  | 0  | 23 | 19 | +4  | 12 |
| 5  | Kovlands IF  | 8 | 0 | 0 | 8 | 0  | 0  | 5  | 37 | −32 | 0  |

Data kommer från Svenska Ishockeyförbundet.

### Södra kvalserien
Serien spelades mellan 9 mars och 2 april 2005. Kvalificerade lag var fyra lag från Allsvenskan – Mörrum, Nybro, Skövde och Troja – samt två lag från Division 1: AIK och Borås. AIK vann serien strax före Nybro. Båda dessa lag var därmed kvalificerade för Allsvenskan nästa säsong. Mörrum, Skövde och Troja flyttades däremot ner till Division 1 nästa säsong.
  
| Nr | Lag               | S  | V | O | F | ÖV | ÖF | GM | IM | MS  | P  |
| -- | ----------------- | -- | - | - | - | -- | -- | -- | -- | --- | -- |
| 1  | AIK▲              | 10 | 6 | 2 | 2 | 0  | 0  | 38 | 21 | +17 | 20 |
| 2  | Nybro Vikings IF  | 10 | 6 | 1 | 3 | 0  | 0  | 23 | 22 | +1  | 19 |
| 3  | Skövde IK▼        | 10 | 6 | 0 | 4 | 0  | 0  | 27 | 22 | +5  | 18 |
| 4  | IF Troja/Ljungby▼ | 10 | 5 | 2 | 3 | 0  | 0  | 32 | 26 | +6  | 17 |
| 5  | Borås HC          | 10 | 2 | 2 | 6 | 1  | 0  | 20 | 28 | −8  | 9  |
| 6  | Mörrums GoIS▼     | 10 | 1 | 1 | 8 | 0  | 1  | 17 | 38 | −21 | 4  |

Data kommer från Svenska Ishockeyförbundet.

## Kvalserier till Division 1

### Norra
Serien spelades mellan 9 och 20 mars 2005. Kvalificerade lag var Överkalix och Bräcke Polar Bears från Division 1 samt Kramfors, Njurunda och Storfors från Division II. Bräcke  avstod kvalet och flyttades ner till Division II. Serien genomfördes med fyra lag. De två främsta lagen, Överkalix och Storfors, kvalificerade sig för Division 1 nästa säsong.
Poängtabell
| Nr | Lag                | S | V | O | F | ÖV | ÖF | GM | IM | MS | P  |
| -- | ------------------ | - | - | - | - | -- | -- | -- | -- | -- | -- |
| 1  | Överkalix IF       | 6 | 4 | 0 | 2 | 0  | 0  | 24 | 24 | 0  | 12 |
| 2  | Storfors AIK       | 6 | 3 | 2 | 1 | 0  | 0  | 21 | 15 | +6 | 11 |
| 3  | Njurunda SK        | 6 | 2 | 1 | 3 | 0  | 0  | 18 | 19 | −1 | 7  |
| 4  | Kramfors-Alliansen | 6 | 1 | 1 | 4 | 0  | 0  | 19 | 24 | −5 | 4  |

Data är hämtade från Svenska Ishockeyförbundet.
Resultattabell
| Hemma \ Borta      | KRA | NJU | STO | ÖVE |
| Kramfors-Alliansen | —   | 2–3 | 2–2 | 1–5 |
| Njurunda SK        | 6–4 | —   | 2–2 | 4–5 |
| Storfors AIK       | 5–2 | 3–1 | —   | 6–4 |
| Överkalix IF       | 3–8 | 3–2 | 4–3 | —   |

Data är hämtade från Svenska Ishockeyförbundet.

### Östra
Serien spelades mellan 9 mars och 1 april 2005. Kvalificerade lag var Sollentuna och Tierp från Division 1 samt Enköping, Lidingö, Skå och Österåker från Division II. De två främsta lagen, Enköping och Tierp, kvalificerade sig för Division 1 nästa säsong.
Poängtabell
| Nr | Lag                | S  | V | O | F | ÖV | ÖF | GM | IM | MS  | P  |
| -- | ------------------ | -- | - | - | - | -- | -- | -- | -- | --- | -- |
| 1  | Enköpings SK HK    | 10 | 8 | 0 | 2 | 0  | 0  | 35 | 20 | +15 | 24 |
| 2  | Tierps HK          | 10 | 7 | 0 | 3 | 0  | 0  | 48 | 28 | +20 | 21 |
| 3  | Lidingö Wikings HC | 10 | 5 | 0 | 5 | 0  | 0  | 34 | 31 | +3  | 15 |
| 4  | Skå IK             | 10 | 4 | 0 | 6 | 0  | 0  | 33 | 42 | −9  | 12 |
| 5  | Sollentuna HC      | 10 | 3 | 0 | 7 | 0  | 0  | 27 | 38 | −11 | 9  |
| 6  | IFK Österåker IK   | 10 | 3 | 0 | 7 | 0  | 0  | 25 | 43 | −18 | 9  |

Data är hämtade från Svenska Ishockeyförbundet.
Resultattabell
| Hemma \ Borta      | ENK | ÖST | LID | SKÅ | SOL | TIE |
| Enköpings SK HK    | —   | 2–1 | 6–1 | 5–1 | 3–0 | 2–7 |
| IFK Österåker IK   | 3–2 | —   | 2–5 | 1–6 | 7–3 | 0–7 |
| Lidingö Wikings HC | 0–2 | 6–3 | —   | 6–3 | 1–2 | 3–5 |
| Skå IK             | 2–6 | 3–2 | 1–6 | —   | 9–3 | 0–5 |
| Sollentuna HC      | 1–2 | 3–5 | 2–3 | 5–2 | —   | 7–0 |
| Tierps HK          | 4–5 | 6–1 | 5–3 | 3–6 | 6–1 | —   |

Data är hämtade från Svenska Ishockeyförbundet.

### Västra
Serien spelades mellan 6 och 18 mars 2005. Kvalificerade lag var Hille/Åbyggeby från Division 1 samt Lindlöven och Malung från Division II. De två främsta lagen, Lindlöven och Hille, kvalificerade sig för Division 1 nästa säsong.
| Nr | Lag               | S | V | O | F | ÖV | ÖF | GM | IM | MS  | P |
| -- | ----------------- | - | - | - | - | -- | -- | -- | -- | --- | - |
| 1  | Lindlövens IF     | 4 | 3 | 0 | 1 | 0  | 0  | 20 | 10 | +10 | 9 |
| 2  | Hille/Åbyggeby IK | 4 | 2 | 0 | 2 | 0  | 0  | 12 | 16 | −4  | 6 |
| 3  | Malungs IF        | 4 | 1 | 0 | 3 | 0  | 0  | 12 | 18 | −6  | 3 |

Data är hämtade från Svenska Ishockeyförbundet.
Resultattabell
| Hemma \ Borta     | HIL | LIN | MAL |
| Hille/Åbyggeby IK | —   | 4–0 | 6–3 |
| Lindlövens IF     | 8–2 | —   | 7–1 |
| Malungs IF        | 5–0 | 3–5 | —   |

Data är hämtade från Svenska Ishockeyförbundet.

### Södra grupp 1
Serien spelades mellan 2 mars och 27 mars 2005. Kvalificerade lag var Motala och Mölndal från Division 1 samt Gislaved, Grästorp, Nittorp och Ulricehamn från Division II. De två främsta lagen, Motala och Gislaved, kvalificerade sig för Division 1 nästa säsong.
Poängtabell
| Nr | Lag               | S  | V | O | F | ÖV | ÖF | GM | IM | MS  | P  |
| -- | ----------------- | -- | - | - | - | -- | -- | -- | -- | --- | -- |
| 1  | Motala AIF HK     | 10 | 6 | 4 | 0 | 1  | 0  | 47 | 23 | +24 | 23 |
| 2  | Gislaveds SK      | 10 | 6 | 2 | 2 | 0  | 1  | 38 | 28 | +10 | 20 |
| 3  | Nittorps IK       | 10 | 3 | 4 | 3 | 2  | 0  | 33 | 31 | +2  | 15 |
| 4  | IF Mölndal Hockey | 10 | 4 | 1 | 5 | 0  | 1  | 38 | 39 | −1  | 13 |
| 5  | Grästorps IK      | 10 | 2 | 3 | 5 | 0  | 1  | 33 | 43 | −10 | 9  |
| 6  | Ulricehamns IF    | 10 | 1 | 2 | 7 | 0  | 0  | 25 | 50 | −25 | 5  |

Data är hämtade från Svenska Ishockeyförbundet.
Resultattabell
| Hemma \ Borta     | GIS | GRÄ | MÖL | MOT | NIT | ULR |
| Gislaveds SK      | —   | 7–3 | 3–1 | 2–4 | 2–3 | 5–1 |
| Grästorps IK      | 2–4 | —   | 9–4 | 2–2 | 2–4 | 5–2 |
| IF Mölndal Hockey | 6–3 | 7–1 | —   | 1–2 | 2–3 | 6–3 |
| Motala AIF HK     | 2–2 | 5–4 | 7–2 | —   | 3–1 | 9–3 |
| Nittorps IK       | 3–5 | 6–3 | 5–4 | 4–4 | —   | 3–5 |
| Ulricehamns IF    | 3–5 | 2–2 | 3–5 | 2–9 | 1–1 | —   |

Data är hämtade från Svenska Ishockeyförbundet.

### Södra grupp 2
Serien spelades mellan 2 mars och 27 mars 2005. Kvalificerade lag var Osby och Tyringe från Division 1 samt Dalen, Helsingborg, Kallinge och Kristianstad från Division II. De två främsta lagen, Motala och Gislaved, kvalificerade sig för Division 1 nästa säsong.
Poängtabell
| Nr | Lag                 | S  | V | O | F | ÖV | ÖF | GM | IM | MS  | P  |
| -- | ------------------- | -- | - | - | - | -- | -- | -- | -- | --- | -- |
| 1  | Osby IK             | 10 | 7 | 1 | 2 | 1  | 0  | 45 | 23 | +22 | 23 |
| 2  | Kristianstads IK    | 10 | 6 | 3 | 1 | 2  | 1  | 53 | 32 | +21 | 23 |
| 3  | Tyringe SoSS        | 10 | 6 | 1 | 3 | 0  | 1  | 45 | 29 | +16 | 19 |
| 4  | Helsingborgs HC     | 10 | 4 | 2 | 4 | 0  | 1  | 44 | 34 | +10 | 14 |
| 5  | Kallinge-Ronneby IF | 10 | 2 | 1 | 7 | 0  | 0  | 30 | 59 | −29 | 7  |
| 6  | HC Dalen            | 10 | 1 | 0 | 9 | 0  | 0  | 22 | 62 | −40 | 3  |

Data är hämtade från Svenska Ishockeyförbundet.
Resultattabell
| Hemma \ Borta       | DAL | HEL | KAL  | KRI | OSB | TYR |
| HC Dalen            | —   | 3–5 | 2–5  | 4–7 | 1–5 | 2–9 |
| Helsingborgs HC     | 7–3 | —   | 10–2 | 5–6 | 3–5 | 8–1 |
| Kallinge-Ronneby IF | 2–5 | 3–3 | —    | 3–6 | 4–7 | 2–7 |
| Kristianstads IK    | 5–1 | 3–2 | 11–2 | —   | 5–6 | 3–2 |
| Osby IK             | 8–0 | 3–1 | 4–1  | 5–2 | —   | 1–2 |
| Tyringe SoSS        | 9–1 | 5–0 | 4–6  | 2–5 | 4–1 | —   |

Data är hämtade från Svenska Ishockeyförbundet.